# Kingston Guitars
Kingston Guitars — торговая марка электрогитар, бас-гитар и акустических инструментов, выпускавшаяся с 1960-х годов. Наибольшую известность бренд получил в США в период бума рок-н-ролла и серф-рока.

## История
Kingston Guitars была одной из множества марок, под которыми продавались инструменты японского производства. В 1960-х годах бренд распространялся на американском рынке через компанию Jack Westheimer, которая импортировала гитары, произведённые на заводах в Японии, таких как Kawai, Teisco и Guyatone. Эти инструменты предназначались в основном для начинающих музыкантов и предлагались по доступной цене.
Позже, в 1970-х, бренд утратил популярность на фоне роста интереса к более качественным инструментам от Fender и Gibson. Однако некоторые винтажные модели Kingston сегодня коллекционируются благодаря уникальному дизайну и винтажному звучанию.

## Особенности
Гитары Kingston отличались разнообразием форм корпусов, неординарными дизайнами звукоснимателей, а также использованием дешёвых, но надёжных материалов. Некоторые модели имели несколько синглов с нестандартной конфигурацией и ручками управления, нехарактерными для американских производителей того времени.

## Наследие
Хотя бренд Kingston не дожил до наших дней как самостоятельный производитель, его инструменты остаются интересными для коллекционеров и энтузиастов винтажной музыки. Некоторые музыканты используют гитары Kingston для записи в жанрах Lo-Fi и гаражного рока.